# Solidarnosc - Håbet fra Gdansk
|  | Denne artikel er oprettet af botten PalnaBot ud fra en ekstern database. Den kan derfor have sproglige fejl eller mangler. Denne skabelon kan fjernes efter kontrol af indholdet. |

Solidarnosc - Håbet fra Gdansk er en film instrueret af Henrik Byrn.

## Handling
Dokumentar-video. Bag kulisserne i det ukendte Polen. En reportage over jorden og i det skjulte - om dagliglivet i Gdansk, i byen, der fostrede Solidarnosc. Efter en dramatisk start i dagene omkring krigsretstilstanden 13. december 1981, bringer reportagen os frem til den nuværende modstand imod magtstrukturen i dagens Polen. Nogle udnytter situationen - andre lider.